# تشاة مشاع مقيم أباد (غناباد)
تشاة مشاع مقيم‌ أباد (بالفارسية: چاه مشاع مقیم‌آباد) هي قرية تقع في منطقة مركزية ريفية في إيران.